# NGC 4302
NGC 4302 é uma galáxia espiral (Sc) localizada na direcção da constelação de Coma Berenices. Possui uma declinação de +14° 35' 54" e uma ascensão recta de 12 horas, 21 minutos e 42,2 segundos.
A galáxia NGC 4302 foi descoberta em 8 de Abril de 1784 por William Herschel.